# الجاهلية (همدان)

تعديل مصدري - تعديل

الجاهلية هي إحدى قرى عزلة وادعة بمديرية همدان التابعة لمحافظة صنعاء، بلغ تعداد سكانها 4641 نسمة حسب تعداد اليمن لعام 2004.